# Un amor a Escòcia
Un amor a Escòcia (originalment en anglès, Nobody Has to Know) és una pel·lícula dramàtica escrita i dirigida per Bouli Lanners i estrenada el 2021. Es tracta d'una coproducció de Bèlgica, França i Regne Unit. El 24 de juny de 2022 es va estrenar la versió doblada al català a les sales de cinema.

## Sinopsi
En Phil, un belga d'uns cinquanta anys, viu a l'illa de Lewis, al nord d'Escòcia. Treballa en una granja d'una austera comunitat protestant. Després de patir un ictus, perd la memòria. La Millie, la germana del seu company granger, li diu que eren amants abans del seu accident.

## Repartiment
- Michelle Fairley: Millie MacPherson
- Bouli Lanners: Philippe Haubin
- Cal MacAninch: Peter
- Clovis Cornillac: Benoît Haubin
- Julian Glover: Angus
- Andrew Still: Brian
- Ainsley Jordan: Beverly
- Paul Arned: el reverend
- Anne Kidd: propietària del gos Nigel
- Donald Douglas: propietari del gos Nigel
- Therese Bradley: Molly